# سرآسیاب لنده
سرآسیاب لنده، روستایی از توابع بخش لنده شهرستان کهگیلویه در استان کهگیلویه و بویراحمد ایران است. این روستا در قسمت جنوب غربی و چسبیده به شهر لنده واقع است و قدمت آن برابر قدمت لنده و ایدنک است.
سبب نامگذاری این روستا وجود آسیاب‌هایی بوده که در دره‌ای که در وسط روستا واقع است، قرار داشته‌اند ولی اکنون متروکه گشته و ساختمان آن‌ها به وسیلهٔ طغیان آب دره سیل از بین رفته‌است و فقط آثار کمی از آن‌ها باقی مانده‌است.
بیشتر اهالی این روستا از طایفه کرایی هستند. از سال ۱۳۷۰ به بعد با اسکان عده زیادی از مردم روستاهای اطراف لنده در زمین‌های بین سرآسیاب و لنده و ایجاد شهرک سرآسیاب جمعیت روستا ناگهانی افزایش یافته‌است. شغل اکثر مردم روستا کشاورزی و دامداری است.

## جمعیت
این روستا در دهستان طیبی گرمسیری شمالی قرار دارد و براساس سرشماری مرکز آمار ایران در سال ۱۳۸۵، جمعیت آن ۱٬۰۰۷ نفر (۱۸۷خانوار) بوده‌است.